# 中国小铃螺
中国小铃螺（学名：Minolia chinensis）是小陽螺科小铃螺属的一個物种。

## 分佈
主要分布于中国大陆，常栖息在潮下带。

## 外部連結
- 維基物種上的相關：中国小铃螺